# Giovanni Pierluigi da Palestrina
Giovanni Pierluigi da Palestrina (kolem 1525?, Palestrina – 2. února 1594, Řím) byl italský hudební skladatel a varhaník, vrcholný představitel renesanční hudby a v ní tzv. římské školy. Často zvaný „mistr kontrapunktu“.

## Život
Palestrina se narodil v obci Palestrina nedaleko Říma, která tehdy ležela na území Papežského státu. Jeho rodiče byli poměrně zámožní, vlastnili dům, vinice a pole. Podle některých badatelů Giovanni možná vyrůstal u babičky Jacobelly v Římě, existuje i teorie, že se právě tam narodil. Obvykle se ale soudí, že Řím poprvé navštívil až v roce 1537, kdy tam byl poslán otcem po smrti matky. Stal se sboristou v bazilice Panny Marie Sněžné (Santa Maria Maggiore). Studoval u Robina Mallaperta a Firmina Lebela. Většinu svého života pak prožil v Římě.
Palestrina tvořil v severoevropském stylu polyfonie, převážně pod vlivem nizozemských skladatelů Guillaume Dufaye a Josquina des Preze, kteří v té době působili v Itálii.
V letech 1544–1551 byl Palestrina varhaníkem ve svém rodišti, v katedrále sv. Agapita (Cattedrale di Sant'Agapito martire). V Palestrině se i oženil, v roce 1547 si vzal Lucrezii Goriovou, která do manželství přinesla dům s koželužnou, vinici a pozemky, takže se hmotně zajistil a mohl se věnovat poměrně svobodně tvorbě. Narodili se jim tři synové: Rodolfo, Angelo a Iginio. Pouze poslední však svého otce přežil.
V Palestrině okouzlily jeho první skladby místního biskupa, kardinála Giovanni Maria Ciocchi del Monteho. Ten byl roku 1550 zvolen papežem. Na Petrův stolec nastoupil pod jménem Julius III. Krátce po svém zvolení, v roce 1551, jmenoval Palestrinu sbormistrem a hudebním ředitelem pěveckého sboru Cappella Giulia (nazvaném po svém zakladateli, papeži Juliovi II.) působícího ve Svatopetrském dómu ve Vatikánu. Mše Palestrinovy první sbírky, jež vyšla tiskem roku 1554, byly prvními ryze italskými duchovními skladbami. Do té doby pocházela většina v Itálii provozované chrámové hudby od skladatelů z Nizozemska, Francie, Portugalska a Španělska. Sbírka byla koncipována podle sbírky mší španělského skladatele Cristóbala de Morales. Dřevoryt na přední straně obálky je téměř přesnou kopií jedné ze sbírek mší tohoto skladatele. Díky papežově podpoře se stal členem i dalšího prestižního tělesa, Cappella Sistina, a to přestože byl ženatý, což pravidla tohoto sboru nedovolovala. Vysloužil si kvůli tomu i nevraživost některých kolegů ve sboru. Se smrtí papeže Julia III. v roce 1555 však maximální přízeň Giovanni ztratil. Nový papež Pavel IV. nechal všechny ženaté členy sboru propustit.
V následujícím desetiletí působil jako sbormistr i v dalších římských kostelech, jmenovitě v Lateránské bazilice (1555–1560), kde však nebyl příliš spokojen, a v bazilice Panny Marie Sněžné (1561–1566), kde strávil již svá učednická léta. Skladby si u něho v té době objednával například Guglielmo Gonzaga pro svůj dvůr v Mantově, s Gonzagou si i intenzivně dopisoval. Kardinál Ippolite II. d’Este ho rovněž požádal o organizování letních koncertů v jeho vile v Tivoli u Říma a o vedení tamního ansámblu. Stal se rovněž kapelníkem v Seminario Romano, instituci vzdělávající kněze. K jeho odměně zde patřilo i to, že zde mohl zajistit vzdělání pro své dva syny. Místo dvorního kapelníka mu nabídl i císař Maxmilián II. Habsburský, ale nakonec neakceptoval Palestrinovy finanční požadavky. V roce 1571 se vrátil na post kapelníka baziliky svatého Petra a zůstal tam po zbytek svého života. Roku 1577 byl papežem Řehořem XIII. pověřen skládat podle převažujícího názoru na Tridentském koncilu, jenž žádal silně omezit polyfonii a navrátit se ke klasickému jednohlasému zpěvu, kvůli srozumitelnosti textu pro posluchače. O tom, nakolik se Palestrina nechal těmito apely ovlivnit, se však vedou spory.
Sedmdesátá léta byla pro Palestrinu tragická. V morových epidemiích přišel o manželku, bratra i dva syny. Zdá se, že v té době uvažoval, že se stane knězem, roku 1580 získal i nižší svěcení. Nicméně se nakonec znovu oženil s bohatou vdovou po papežském kožešníkovi. Tím konečně získal finanční nezávislost (jako sbormistr nebyl příliš dobře placen, minimálně si na to Palestrina nápadně často stěžoval) a bylo mu tak umožněna tvůrčí práce až do smrti. Pomohl také založit sdružení profesionálních hudebníků s názvem Vertuosa Compagnia dei Musici. Zemřel na zánět pohrudnice v roce 1594. Byl pohřben ve stejný den, kdy zemřel, v prosté rakvi s olověnou deskou, na které byl nápis Libera me Domine. Pohřeb se konal ve Svatopetrském dómu. Jeho hrob byl později překryt novou výstavbou a pozdější pokusy o jeho nalezení nebyly úspěšné.

## Dílo
Ve svém díle spojil hudební myšlenky, které byly populární v Římě s tzv. nizozemskou hudební školou, a tím vlastně vytvořil styl, který se nazývá po něm palestrinovský styl, neboli a capella (tj. zpěv bez doprovodu hudebních nástrojů). Jeho skladby prosluly klidem a vyvážeností. To z nich i díky přizpůsobení rytmu latiny udělalo vzor katolické chrámové hudby na dlouhou dobu. Jednou z typických tvůrčích postupů byla takzvaná parodická technika, kdy autor vystaví nové dílo na základě díla cizího, nebo staršího díla svého.
Rozsah jeho díla je obrovský, složil 105 mší, více než 300 motet, 68 ofertorií, 35 magnificat, 11 litanií, čtyři až pět sbírek žalmů, 42 duchovních madrigalů, 91 madrigalů světských a nejméně 75 hymnů. Za vrcholné jeho dílo bývá často označována šestihlasá Missa Pappae Marcelli napsaná v letech 1562–1563.
„Palestrinský styl“ nebo též „renesanční kontrapunkt“ se v 18. století stal více než jeho osobním stylem, stal se z něj určitý vzor, který museli žáci hudební skladby povinně napodobovat, což vedlo k jisté jeho diskreditaci. Klíčovou roli v této kodifikaci sehrál hudební teoretik Johann Joseph Fux, především ve své práci Gradus ad Parnassum (1725). Fux však zavedl do palestrinského stylu řadu zjednodušení, zejména povinné používání cantu firmu. Palestrinovy postupy však byly složitější.
Existují dvě úplné edice Palestrinova díla. 33dílné vydání nakladatelství Breitkopf and Härtel v Lipsku (editor Franz Xaver Haberl) a 34dílné vydání vydávané v letech 1939–1999 italským Institutem pro historii hudby v Římě (ed. R. Casimiri, L. Virgili, K. Jeppesen, L. Bianchi, G. Rostirolla).
Palestrinovo dílo ovlivnilo přímo Johanna Sebastiana Bacha, který i některé Palestrinovy skladby adaptoval. Felix Mendelssohn-Bartholdy ho zařadil mezi čtyři největší hudebníky historie a napsal: „Vždycky mě naštve, když někteří chválí pouze Beethovena, jiní jen Palestrinu a další jen Mozarta nebo Bacha. Říkám: Buď všichni čtyři, nebo žádný.“

## Nejznámější díla
- Missa papae Marcelli, mše; z této mše vychází i opera Palestrina od Hanse Pfitznera
- Missa viri Galilaei
- Stabat Mater
- Missa Nasce la gioja mia
- Litanie k Blahoslavené Panně Marii